# Ipomoea murucoides
Ipomoea murucoides är en vindeväxtart som beskrevs av Johann Jakob Roemer och Schult. Ipomoea murucoides ingår i släktet praktvindor, och familjen vindeväxter. Inga underarter finns listade i Catalogue of Life.